# Torneo Clausura 2022 Femenino (Guatemala)
El Torneo Clausura 2022 fue el torneo que dio finalización a la temporada 2021-22 del fútbol femenino guatemalteco.
Es la segunda edición en la que se utilizó el vigente formato de dos divisiones separadas.

## Sistema de competición
El torneo se divide en dos partes:
- Fase de clasificación
- Fase final

Asimismo, el torneo se divide en 2 ligas.
- Liga A - Los 12 mejores equipos del país.
- Liga B - Los equipos fuera de los 12 mejores del país.

Dentro de cada grupo, existen 2 subgrupos, por cuestiones geográficas.

### Fase de clasificación
Los 12 equipos divididos en 2 grupos de 6 participantes jugarán una ronda clasificatoria de todos contra todos en visita recíproca entre su grupo, terminando en 10 fechas totales de 3 partidos cada una para los grupos, Se utiliza un sistema de puntos, que se presenta así:
- Por victoria, se obtendrán 3 puntos.
- Por empate, se obtendrá 1 punto.
- Por derrota no se obtendrán puntos.

Al finalizar las 10 jornadas totales, la tabla se ordenará con base en los clubes que hayan obtenido la mayoría de puntos, en caso de empates, se toman los siguientes criterios:
1. Puntos
2. Puntos obtenidos entre los equipos empatados
3. Diferencial de goles
4. Goles anotados
5. Goles anotados en condición visitante.

### Fase final
Al final de la fase de clasificación, ocho equipos pasarán a la siguiente ronda según una tabla acumulada
Una vez determinados los clasificados, se recurrirá a la tabla general para realizar los enfrentamientos, de la siguiente forma:
1° vs 8° 4° vs 5° 3° vs 6° 2° vs 7°
Los clubes vencedores en los partidos de cuartos de final y semifinales serán aquellos que en los dos juegos anoten el mayor número de goles. De existir empate en el número de goles anotados, la posición se definirá a favor del club con mayor cantidad de goles a favor cuando actúe como visitante.
Si una vez aplicado el criterio anterior los clubes siguieran empatados, se observará la posición de los clubes en la tabla general de clasificación.
Los ganadores de las semifinales se enfrentarán en la Gran Final, disputándose a ida y vuelta, el mejor clasificado entre los finalistas jugará el último partido en su estadio.

### Ascensos y descensos
El formato es el mismo tanto para el Liga A y el Liga B. Sin embargo, existe la relación ascenso-descenso entre ambos grupos, por lo cual:
- Los 3 equipos con peor puntaje en la temporada regular del Liga A descenderán a jugar el Liga B en el Torneo Clausura 2022.
- Los 2 equipos finalistas, más el equipo semifinalista con mejor puntaje durante la temporada regular en el Liga B ascenderán a jugar el Liga A en el Torneo Clausura 2022.

Así pues, el ascenso y descenso se dará entre torneos, cada 6 meses; a diferencia del formato anual de la liga masculina.

## Liga A

### Equipos participantes
| Grupo A1                | Grupo A1                       | Grupo A1                      | Grupo A1  |
| Equipo                  | Ciudad                         | Estadio                       | Capacidad |
| ----------------------- | ------------------------------ | ----------------------------- | --------- |
| Amatitlán               | Amatitlán, Guatemala           | Estadio Guillermo Slowing     | 5 000     |
| Cobaneras               | Cobán, Alta Verapaz            | Estadio Verapaz               | 15 000    |
| Concepción FNX          | Nueva Santa Rosa, Santa Rosa   | Estadio Pedro Arredondo       | 1 000     |
| Cremas Femenino         | Ciudad de Guatemala            | Estadio Guillermo Slowing     | 5 000     |
| Municipal               | Ciudad de Guatemala            | Estadio Manuel Felipe Carrera | 7 500     |
| Unifut                  | Ciudad de Guatemala            | Estadio Cementos Progreso     | 17 000    |
| Grupo A2                |                                |                               |           |
| Equipo                  | Ciudad                         | Estadio                       | Capacidad |
| Chimaltecas             | Chimaltenango, Chimaltenango   | Municipal de Chimaltenango    | 1 500     |
| Deportivo Xela          | Quetzaltenango, Quetzaltenango | Estadio Mario Camposeco       | 15 000    |
| Gardenias de Coatepeque | Coatepeque, Quetzaltenango     | Estadio Israel Barrios        | 20 000    |
| Huehuetecas             | Huehuetenango, Huehuetenango   | Estadio Los Cuchumatanes      | 5 000     |
| Marquense               | San Marcos, San Marcos         | Marquesa de la Ensenada       | 10 000    |
| Suchitepéquez           | Mazatenango, Suchitepéquez     | Carlos Salazar Hijo           | 10 000    |

### Fase de Clasificación

#### Grupo A1
| Pos. | Equipo         | Pts. | PJ | G  | E | P | GF | GC | Dif. | Clasificación    |
| ---- | -------------- | ---- | -- | -- | - | - | -- | -- | ---- | ---------------- |
| 1    | Unifut         | 30   | 10 | 10 | 0 | 0 | 42 | 1  | +41  | Cuartos de Final |
| 2    | Municipal      | 18   | 10 | 5  | 3 | 2 | 18 | 13 | +5   | Cuartos de Final |
| 3    | Comunicaciones | 11   | 10 | 3  | 2 | 5 | 14 | 11 | +3   | Cuartos de Final |
| 4    | Amatitlán      | 10   | 10 | 3  | 1 | 6 | 15 | 19 | −4   | Cuartos de Final |
| 5    | Cobaneras      | 10   | 10 | 2  | 4 | 4 | 7  | 15 | −8   |                  |
| 6    | Concepción FNX | 4    | 10 | 0  | 4 | 6 | 3  | 40 | −37  |                  |

Actualizado a los partidos jugados el 2 de mayo de 2022.
 Fuente: Página oficial
Criterios de clasificación: Puntos · Diferencia de goles · Goles a favor · Enfrentamiento directo

#### Grupo A2
| Pos. | Equipo                  | Pts. | PJ | G | E | P | GF | GC | Dif. | Clasificación    |
| ---- | ----------------------- | ---- | -- | - | - | - | -- | -- | ---- | ---------------- |
| 1    | Suchitepéquez           | 24   | 10 | 7 | 3 | 0 | 30 | 11 | +19  | Cuartos de Final |
| 2    | Deportivo Xela          | 19   | 10 | 5 | 4 | 1 | 19 | 5  | +14  | Cuartos de Final |
| 3    | Huehuetecas             | 17   | 10 | 5 | 2 | 3 | 15 | 14 | +1   | Cuartos de Final |
| 4    | Gardenias de Coatepeque | 13   | 10 | 4 | 1 | 5 | 15 | 23 | −8   | Cuartos de Final |
| 5    | Marquense               | 11   | 10 | 3 | 2 | 5 | 21 | 21 | 0    |                  |
| 6    | Chimaltecas             | 2    | 10 | 0 | 2 | 8 | 5  | 30 | −25  |                  |

Actualizado a los partidos jugados el 2 de mayo de 2022.
 Fuente: Página oficial
Criterios de clasificación: Puntos · Diferencia de goles · Goles a favor · Enfrentamiento directo

#### Tabla General
| Pos. | Equipo                  | Pts. | PJ | G  | E | P | GF | GC | Dif. | Clasificación                     |
| ---- | ----------------------- | ---- | -- | -- | - | - | -- | -- | ---- | --------------------------------- |
| 1    | Unifut                  | 30   | 10 | 10 | 0 | 0 | 42 | 1  | +41  |                                   |
| 2    | Suchitepéquez           | 24   | 10 | 7  | 3 | 0 | 30 | 11 | +19  |                                   |
| 3    | Deportivo Xela          | 19   | 10 | 5  | 4 | 1 | 19 | 5  | +14  |                                   |
| 4    | Municipal               | 18   | 10 | 5  | 3 | 2 | 18 | 13 | +5   |                                   |
| 5    | Huehuetecas             | 17   | 10 | 5  | 2 | 3 | 15 | 14 | +1   |                                   |
| 6    | Gardenias de Coatepeque | 13   | 10 | 4  | 1 | 5 | 15 | 23 | −8   |                                   |
| 7    | Comunicaciones          | 11   | 10 | 3  | 2 | 5 | 14 | 11 | +3   |                                   |
| 8    | Marquense               | 11   | 10 | 3  | 2 | 5 | 21 | 21 | 0    |                                   |
| 9    | Amatitlán               | 10   | 10 | 3  | 1 | 6 | 15 | 19 | −4   |                                   |
| 10   | Cobaneras               | 10   | 10 | 2  | 4 | 4 | 7  | 15 | −8   | Descenso a Liga B - Apertura 2022 |
| 11   | Concepción FNX          | 4    | 10 | 0  | 4 | 6 | 3  | 40 | −37  | Descenso a Liga B - Apertura 2022 |
| 12   | Chimaltecas             | 2    | 10 | 0  | 2 | 8 | 5  | 30 | −25  | Descenso a Liga B - Apertura 2022 |

Actualizado a los partidos jugados el 2 de mayo de 2022.
 Fuente: Página oficial
Criterios de clasificación: Puntos · Diferencia de goles · Goles a favor · Enfrentamiento directo

### Fase Final

#### Cuartos de final
| Fechas          | Local en la ida         | Global | Local en la vuelta | Ida   | Vuelta |
| --------------- | ----------------------- | ------ | ------------------ | ----- | ------ |
| 19 y 22 de mayo | Cremas Femenino         | 1- 5   | Deportivo Xela     | 0 - 2 | 1 - 3  |
| 18 y 21 de mayo | Amatitlán               | 1 - 5  | Suchitepéquez      | 1 - 2 | 0 - 3  |
| 18 y 21 de mayo | Gardenias de Coatepeque | 1 - 17 | Unifut             | 1 - 5 | 0 - 12 |
| 19 y 22 de mayo | Huehuetecas             | 1 - 2  | Municipal          | 0 - 1 | 1 - 1  |

#### Semifinales
| Fechas                  | Local en la ida | Global | Local en la vuelta | Ida   | Vuelta |
| ----------------------- | --------------- | ------ | ------------------ | ----- | ------ |
| 28 de mayo y 5 de junio | Municipal       | 0 - 3  | Suchitepéquez      | 0 - 1 | 0 - 2  |
| 29 de mayo y 5 de junio | Deportivo Xela  | 4 - 2  | Unifut             | 3 - 1 | 1 - 1  |

#### Final
| Fechas           | Local en la ida | Global         | Local en la vuelta | Ida   | Vuelta |
| ---------------- | --------------- | -------------- | ------------------ | ----- | ------ |
| 12 y 19 de junio | Deportivo Xela  | 0 (3 p.p. 4) 0 | Suchitepéquez      | 0 - 0 | 0 - 0  |

### Resumen Final

#### Campeón
| 600px_Rosa_con_Bande_Bianche                  |
| Suchitepéquez                                 |
| 1er. TítuloClasificado a Campeón de Campeones |

#### Descendidos
| CobánImperial_flag | 600px_horizontal_striped_White_and_Green_HEX-186E45 | 600px_Rosa_e_Blu |
| Cobaneras          | Concepción FNX                                      | Chimaltecas      |

## Liga B

### Equipos participantes
| Grupo B1          | Grupo B1                                  | Grupo B1                         | Grupo B1  |
| Equipo            | Ciudad                                    | Estadio                          | Capacidad |
| ----------------- | ----------------------------------------- | -------------------------------- | --------- |
| El Estor          | El Estor, Izabal                          | Estadio Municipal El Estor       | 1 000     |
| FC Fray           | Fray Bartolomé de las Casas, Alta Verapaz | Estadio Alfredo Baltazar Delgado | 700       |
| Ixcán EFF         | Ixcán, Quiché                             | Estadio Playa Grande             | 500       |
| Moralense         | Morales, Izabal                           | Estadio del Monte                | 8 000     |
| Muniguate         | Ciudad de Guatemala                       | Greenfield                       | 1 000     |
| Pares             | Ciudad de Guatemala, Guatemala            | Greenfield                       | 1 000     |
| Grupo B2          |                                           |                                  |           |
| Equipo            | Ciudad                                    | Estadio                          | Capacidad |
| Antigua GFCF      | Antigua Guatemala, Sacatepequez           | Estadio Pensativo                | 10 000    |
| Bárcena V. N.     | Villa Nueva, Guatemala                    | Estadio de Bárcena               | 2 000     |
| Deportivo Colomba | Colomba Costa Cuca, Quetzaltenango        | Estadio Municipal Colomba        | 1 000     |
| Deportivo Mixco   | Mixco, Guatemala                          | Estadio Santo Domingo            | 1 000     |
| K'iche'           | Santa Cruz del Quiché, Quiché             | Estadio Municipal Santa Cruz     | 2 000     |
| Tunecas           | San Antonio Suchitepéquez, Suchitepéquez  | Estadio Prof. Sergio Melgar      | 500       |

### Fase de Clasificación

#### Grupo B1
| Pos. | Equipo       | Pts. | PJ | G | E | P | GF | GC | Dif. | Clasificación    |
| ---- | ------------ | ---- | -- | - | - | - | -- | -- | ---- | ---------------- |
| 1    | Moralense    | 24   | 10 | 8 | 0 | 2 | 40 | 10 | +30  | Cuartos de Final |
| 2    | Ixcán EFF    | 23   | 10 | 7 | 2 | 1 | 18 | 6  | +12  | Cuartos de Final |
| 3    | Muniguate    | 11   | 10 | 3 | 2 | 5 | 10 | 15 | −5   | Cuartos de Final |
| 4    | El Estor FCF | 11   | 10 | 3 | 2 | 5 | 9  | 16 | −7   | Cuartos de Final |
| 5    | FC Fray      | 11   | 9  | 3 | 2 | 4 | 8  | 15 | −7   |                  |
| 6    | Pares        | 6    | 10 | 2 | 0 | 8 | 4  | 26 | −22  |                  |

Actualizado a los partidos jugados el 2 de mayo de 2022.
 Fuente: Página oficial
Criterios de clasificación: Puntos · Diferencia de goles · Goles a favor · Enfrentamiento directo

#### Grupo B2
| Pos. | Equipo              | Pts. | PJ | G | E | P | GF | GC | Dif. | Clasificación    |
| ---- | ------------------- | ---- | -- | - | - | - | -- | -- | ---- | ---------------- |
| 1    | Antigua GFCF        | 23   | 10 | 7 | 2 | 1 | 25 | 9  | +16  | Cuartos de Final |
| 2    | Tunecas             | 21   | 10 | 6 | 3 | 1 | 16 | 6  | +10  | Cuartos de Final |
| 3    | Deportivo Mixco     | 20   | 10 | 6 | 2 | 2 | 22 | 11 | +11  | Cuartos de Final |
| 4    | K'iche'             | 16   | 10 | 5 | 1 | 4 | 29 | 10 | +19  | Cuartos de Final |
| 5    | Bárcena Villa Nueva | 3    | 8  | 1 | 0 | 7 | 3  | 26 | −23  |                  |
| 6    | Deportivo Colomba   | 3    | 10 | 1 | 0 | 9 | 7  | 42 | −35  |                  |

Actualizado a los partidos jugados el 2 de mayo de 2022.
 Fuente: Página oficial
Criterios de clasificación: Puntos · Diferencia de goles · Goles a favor · Enfrentamiento directo

### Fase Final

#### Cuartos de final
| Fechas          | Local en la ida | Global | Local en la vuelta | Ida   | Vuelta |
| --------------- | --------------- | ------ | ------------------ | ----- | ------ |
| 19 y 22 de mayo | K'iche'         | 1 - 4  | Moralense          | 0 - 0 | 1 - 4  |
| 18 y 21 de mayo | Muniguate       | 4 - 3  | Tunecas            | 2 - 1 | 2 - 2  |
| 18 y 21 de mayo | Deportivo Mixco | 4 - 1  | Ixcán EFF          | 2 - 0 | 2 - 1  |
| 19 y 22 de mayo | El Estor FCF    | 0 - 3  | Antigua GFCF       | 0 - 1 | 0 - 2  |

#### Semifinales
| Fechas          | Local en la ida | Global | Local en la vuelta | Ida   | Vuelta |
| --------------- | --------------- | ------ | ------------------ | ----- | ------ |
| 25 y 28 de mayo | Muniguate       | 2 - 3  | Moralense          | 1 - 2 | 1 - 1  |
| 26 y 29 de mayo | Deportivo Mixco | 2 - 6  | Antigua GFCF       | 1 - 3 | 1 - 3  |

#### Final
| Fechas      | Local en la ida | Global | Local en la vuelta | Ida   | Vuelta |
| ----------- | --------------- | ------ | ------------------ | ----- | ------ |
| Por definir | Antigua GFCF    | 0 - 4  | Moralense          | 0 - 1 | 0 - 3  |

### Resumen Final

#### Campeón
| Izabal Flag (GUATEMALA) |
| Moralense               |
| 1er. Título             |

#### Ascendidos
| Izabal Flag (GUATEMALA) | Bandera_de_Sacatepéquez |                         |
| Moralense               | Antigua GFCF            | Deportivo Mixco         |
| Ascendido el 29/05/2022 | Ascendido el 29/05/2022 | Ascendido el 29/05/2022 |

## Campeón de Campeones
El equipo ganador clasifica al Torneo Centroamericano de UNCAF.
| Lugar y fecha                          | Campeón Apertura | Resultado | Campeón Clausura |
| -------------------------------------- | ---------------- | --------- | ---------------- |
| 26 de junio, Santa Lucía Cotzumalguapa | Unifut           | 0 - 1     | Suchitepéquez    |

| 600px_Rosa_con_Bande_Bianche                |
| Suchitepéquez                               |
| 1er. Título                                 |
| Clasifica al Torneo Centroamericano Femenil |